# The Struggle (album de Cappadonna)
Pour les articles homonymes, voir The Struggle.
Albums de Cappadonna
Cappadonna Hits
(2001) The Cappatalize Project
(2008)
The Struggle est le troisième album studio de Cappadonna, sorti le 7 octobre 2003.

## Liste des titres
| No  | Titre                                                                   | Contient un (des) sample(s) de            | Durée |
| --- | ----------------------------------------------------------------------- | ----------------------------------------- | ----- |
| 1.  | Intro                                                                   |                                           | 0:16  |
| 2.  | Cap Is Back (featuring Lounge Mode)                                     |                                           | 3:29  |
| 3.  | Role of a Lifetime (featuring Solomon Childs)                           | What a Wonderful Thing Love Is d'Al Green | 3:14  |
| 4.  | Blood Brothers (featuring Lounge Mode)                                  |                                           | 3:14  |
| 5.  | Mamma (Skit)                                                            |                                           | 0:18  |
| 6.  | Mamma                                                                   |                                           | 2:53  |
| 7.  | Do It/Push                                                              |                                           | 3:08  |
| 8.  | Get Away from the Door (featuring Inspectah Deck)                       |                                           | 2:58  |
| 9.  | Money, Cash, Flows (featuring Lounge Mode, Crunch Lo et Remedy)         |                                           | 3:20  |
| 10. | I Don't Even Know You                                                   |                                           | 2:25  |
| 11. | Make Money Money (Skit)                                                 |                                           | 0:11  |
| 12. | Season of da' Vick (featuring Lounge Mode)                              |                                           | 3:12  |
| 13. | Killa Killa Hill (featuring Raekwon)                                    |                                           | 3:37  |
| 14. | Broken Glass                                                            |                                           | 2:44  |
| 15. | Power to the Peso (featuring Lounge Mode, Shaun Wigz et Solomon Childs) |                                           | 3:14  |
| 16. | Life of a Lesbo                                                         |                                           | 3:44  |
| 17. | Pain Is Love (featuring Lounge Mode et Solomon Childs)                  |                                           | 3:19  |
| 18. | Show (Skit)                                                             |                                           | 1:00  |
| 19. | My Kinda Bitch                                                          |                                           | 2:30  |
| 20. | We Got This (featuring Polite, Lounge Mode et Remedy)                   |                                           | 4:08  |
| 21. | Struggle with This (featuring King Just)                                |                                           | 13:29 |